# Guerra de Barbastro
A Guerra de Barbastro (também conhecida como o Cerco de Barbastro ou a Cruzada de Barbastro) foi uma expedição internacional, sancionada pelo Papa Alexandre II, para retomar a cidade de Barbastro dos mouros. Um grande exército composto de elementos de toda a Europa Ocidental tomou parte no  bem-sucedido cerco da cidade em 1063. A guerra foi parte do Reconquista, mas em seu caráter internacional e papal pressagiava as Cruzadas dos próximos dois séculos.

## Expedição

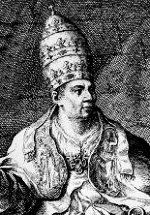
Papa Alexandre II

Alexandre II foi o primeiro a pregar a "Reconquista" em 1063 d.C. como uma "emergência cristã". Ela também foi pregada na Borgonha, provavelmente com a permissão da participação de Hugo de Cluny, onde o irmão do abade, Thomas de Chalon, liderou o exército. O zelo certamente, para a cruzada se espalhou em outros lugares na França.
Assim, um grande exército, principalmente dos franceses e burgúndios, juntamente com um contingente papal, de maioria de ítalo-normandos, e locais exércitos espanhóis, da Catalunha e de Aragão, estavam presente no cerco quando começou em 1063. O líder do contingente papal era um normando de nome  William de Montreuil. O líder dos espanhóis era Sancho Ramírez, rei de Aragão, cujo reino era muito ameaçado pelos mouros. O maior componente, o da Aquitânia, foi liderado pelo duque Guy Geoffrey, embora a composição deste grande exército tem sido objeto de muita controvérsia.
O duque de Aquitânia levou o exército através dos Pirenéus até Somport. Ele se juntou ao exército catalão em Girona no início de 1064 d.C.. O exército, em seguida, passou por Graus, que haviam resistido ao assalto duas vezes antes, em seguida direcionou-se contra Barbastro, que fazia parte da taifa de Lleida governado por al-Muzaffar. A cidade, não recebeu reforços de Lleida, teve seu abastecimento de água cortado, foi sitiada e caiu rapidamente. Os cruzados a saquearam sem misericórdia. Os registros indicam a captura de um grande número de mulheres sarracenas e muitos tesouros, e que 50.000 muçulmanos foram mortos.

## Legado
A Armengol III conde de Urgel foi dado o senhorio da cidade. Em 1065, Amade Almoctadir, rei da Taifa de Saragoça, reagiu solicitando a ajuda de todo o Al-Andalus, em um contra-ataque, os mouros facilmente retomaram a cidade, massacrando a pequena guarnição.
Tibaldo, o líder da Borgonha, morreu, possível de ferimentos recebidos em campanha, quando voltava para a França após a perda da cidade em 1065.
A batalha de Barbastro tem sido visto como uma protocruzada que impulsinou o movimento das cruzadas na França.